# Rosario Vázquez Angulo
María del Rosario Vázquez Angulo (Córdoba, 4 de octubre de 1829-Córdoba, 20 de marzo de 1915) fue una escritora y poetisa española.

## Biografía
Nacida en Córdoba el 4 de octubre de 1829, según Ricardo de Montis, en su juventud no contó con el apoyo de sus padres para poder estudiar, dada su condición de mujer. No obstante, de forma autodidacta, logró formarse. Contrajo matrimonio, a temprana edad, con Manuel Alfaro de Góngora, con el que tuvo cinco hijos. En 1875 obtuvo el título de maestra de Instrucción pública de Primaria, dando clases a los hijos de las familias más acaudaladas de Córdoba, cual era habitual en la época.
Fue autora de numerosas obras de carácter poético. Participó en los primeros Juegos Florales de Córdoba, en 1860, con el poema Los amantes a la reja, resultando dicho texto premiado y publicado en el «Folletín» del Diario de Córdoba. También destacaría en su faceta como traductora, con la traducción de obras francesas como Cuentos caldeos, La leona reconocida, La inteligencia, etc.
El periodista Ricardo de Montis la describió en los siguientes términos:

Una mujer que fue modelo de cordobesas [...]. Después de Isabel Losa fue la poetisa más inspirada, hasta sus tiempos, que hubo en nuestra capital; mas a pesar de poseer grandes méritos como escritora, sobresalió más aún como dechado de todas las virtudes cristianas, como esposa y como madre ejemplar.

Colaboró con numerosos periódicos locales, como Diario de Córdoba, La Crónica de Córdoba, La Lealtad, La Verdad o El Noticiero Cordobés.
Fue correspondiente de la Real Academia de Ciencias, Bellas Letras y Nobles Artes de Córdoba, siendo de hecho la primera mujer que ingresó en la institución.
Falleció en la capital cordobesa el 20 de marzo de 1915.